# Sega Laser Disk
La Sega Laser Disk es una videoconsola de arcade lanzada por Sega en 1983. Fueron lanzados 5 juegos para la consola.